# Beta Apodis
Beta Apodis (β Aps, β Apodis) é a terceira estrela mais brilhante da constelação de Apus. Está localizada a aproximadamente 157 anos-luz (48 parsecs) da Terra, conforme determinado por medições de paralaxe. Tem uma magnitude aparente de +4,24, que é brilhante o bastante para poder ser vista a olho nu.
O tipo espectral de Beta Apodis é K0 III, o que indica que é uma estrela gigante, que consumiu todo o hidrogênio de seu núcleo. O diâmetro angular dessa estrela é de 2,09 ± 0,11 milissegundo de arco, o que significa um raio de 11 vezes o do Sol. A atmosfera de Beta Apodis tem uma temperatura efetiva de cerca de 4 900 K, o que dá à estrela a coloração alaranjada típica de uma estrela de classe K.